# Spanje op het Junior Eurovisiesongfestival 2005
Spanje nam deel aan het Junior Eurovisiesongfestival 2005 in Hasselt, België. Het was de 3de deelname van het land op het Junior Eurovisiesongfestival. De selectie verliep via een nationale finale. TVE was verantwoordelijk voor de Spaanse bijdrage voor de editie van 2005. De zanger Antonio José behaalde in Hasselt de tweede plaats met het nummer Te traigo flores.

## Selectieprocedure
De Spaanse nationale finale vond plaats op 2 oktober 2005 in de studio's van TVE in Madrid. De show werd gepresenteerd door Jorge Fernandez. Er namen vier deelnemers deel aan de finale, en het publiek kon via televoting de winnaar aanduiden. Antonio José bleek de populairste artiest te zijn. Hij mocht aldus met Te traigo flores Spanje vertegenwoordigen op het Junior Eurovisiesongfestival in het Belgische Hasselt.

## Nationale finale
| Plaats | Artiest      | Lied             |
| ------ | ------------ | ---------------- |
| 1      | Carla Galiot | Mil historias    |
| 2      | Alba & Marta | Bicho raro       |
| 3      | Alba Mercado | Tela             |
| 4      | Antonio José | Te traigo flores |

## In Hasselt
Spanje trad als vijftiende van zestien landen op tijdens de grote finale van het Junior Eurovisiesongfestival 2005 in Hasselt, net na Noorwegen en voor Wit-Rusland. Spanje stond tijdens de puntentelling geruime tijd aan de leiding, maar aan het eind van de avond stond Spanje op de tweede plaats, met 146 punten. Wit-Rusland won het festival met drie punten meer dan Spanje. Antonio José ontving wel het maximum van twaalf punten uit Griekenland, Roemenië, Servië en Montenegro en het Verenigd Koninkrijk.